# Межевая (Серовский муниципальный округ)
Межевая — посёлок в Свердловской области России, административно подчинённый городу Серову. Входит в Серовский муниципальный округ.
Ранее посёлок входил в состав Андриановского сельсовета Серовского района.

## Географическое положение
Посёлок Межевая расположен в 30 километрах (по дорогам в 47 километрах) к северу-северо-востоку от города Серова, в лесной местности, на левом берегу реки Сосьвы (правого притока реки Тавды). В половодье автомобильное сообщение затруднено.

## Население
| 2002 | 2010 |
| ---- | ---- |
| 2    | ↘0   |